# Нєточка Нєзванова
«Не́точка Незва́нова» — повість російського письменника Федора Михайловича Достоєвського. Незакінчений роман, який писався в 1848—1849 роках, оповідає про дитинство та юність сироти Неточки Незванової, що потрапляє в кілька родин, де потерпає від нещирості.

## Сюжет
Життя Неточки Незванової простежується від 8 до 17 років. Спочатку дівчинка живе з матір'ю і вітчимом Єфімовим в комірчині на горищі великого петербурзького будинку. Обдарований скрипаль, але зарозумілий, грубий і безцеремонний чоловік, вітчим живе за рахунок нелюбої дружини, що нібито занапастила його талант. Не розуміючи їхніх істинних взаємин, Неточка пристрасно прив'язується до вітчима та мріє після смерті хворої матері піти з ним в нове, щасливе життя — в «будинок з червоними фіранками», багатий особняк, який видно з їхнього вікна.
Користуючись сліпою любов'ю Неточки, вітчим Єфімов змушує її обдурити матір і віддати йому останні гроші для квитка на концерт відомого скрипаля С-ца. Вражена мати того ж вечора помирає. Вітчим лишається пригнічений майстерністю С-ца, почуває себе нікчемою. В нападі спричиненого цим божевілля він іде з Неточкою Незвановою назустріч її дитячій мрії. Невдовзі він покидає Неточку та помирає.
Подальше життя Неточки відбувається в «будинку з червоними фіранками», куди її взяв із жалю князь Х-ий. Дочка князя Катя полюбила Неточку і князь із дружиною, вважаючи близькість дівчат ненормальною, розлучають їх.
Неточка поселяється в будинку Олександри Михайлівни, сестри Каті, що докладає багато сил для її виховання. Дорослішання Неточки відбувається в домашній бібліотеці. Вона знайомиться з романами, «чарівні картини» яких далеко забирають її від «смутної одноманітності» навколо. Маючи гарний голос, у 16 років вона починає вчитися співу в консерваторії. Водночас Неточка відчуває фальшивість кохання Олександри та її чоловіка Петра.
Випадково в одній з книг Неточка знаходить давно забутий лист якогось С. О. до Олександри Михайлівни. Це виявляється лист від коханця. Петро погрожує вигнати Неточку з будинку, а вона викриває його як домашнього тирана. Неточка збирається покинути будинок сама, проте її зупиняє Овров, помічник Петра.

## Критика
Тема стражденної дитини постійна в творчості Достоєвського. Неточка Незванова багато в чому випереджає «емансипованих» жіночих персонажів, таких, як Наташа Іхменева («Принижені і ображені»), Дуня Раскольникова («Злочин і кара»), Аглая Єпанчіна («Ідіот»), Катерина Миколаївна Ахмакова («Підліток») тощо.